# Fundación por los Niños del Perú
La Fundación por los Niños del Perú es una institución jurídica creada en 1985 por la primera dama del Perú Pilar Nores.

## Historia
Una vez iniciado el gobierno de Alan García, su esposa Pilar Nores decidió crear la Fundación por los Niños del Perú, con el objetivo de ayudar a la niñez peruana, muy afectada por ese entonces con los ataques terroristas de Sendero Luminoso. La idea fue bien recibida por la clase política de ese entonces, en especial por los miembros del Partido Aprista y sobre todo por la clase social de bajos recursos.
En 1990, Nores entregó el cargo a Susana Higuchi, quien tuvo la labor de aumentar el número de aldeas infantiles, en 1994 su hija Keiko Fujimori asumió la presidencia de la fundación, luego de que Higuchi se divorció de Alberto Fujimori. La gestión de Keiko Fujimori aumentó la cantidad de aldeas infantiles a 28.
Luego de la renuncia de su padre, Nilda Jara, esposa del presidente Valentín Paniagua, se puso al frente de la organización. Jara tuvo una misión meramente transitoria, al igual de su esposo. Llegó a concretar una Cuna Jardín más.
En 2005 se realizó la campaña Corazones dorados que recibió el apoyo de Intralot para su financiación. Su videoclip fue filmado por Percy Céspedez.

## Objetivo
El objetivo principal de la Fundación es el brindar apoyo a la niñez peruana. A través de la construcción de aldeas infantiles, se busca mejorar la calidad de vida de los niños, así como su educación. Los niños permanecen aquí hasta los 12 años, momento en que son enviados a concluir sus estudios, siendo observados por la Fundación. En la actualidad, se busca albergar también a adolescentes.

## Presidencia
| Presidenta | Presidenta     | Gobierno                        | Duración | Duración |
| ---------- | -------------- | ------------------------------- | -------- | -------- |
|            | Pilar Nores    | Primer gobierno de Alan García  | 1985     | 1990     |
|            | Susana Higuchi | Gobierno de Alberto Fujimori    | 1990     | 1994     |
|            | Keiko Fujimori | Gobierno de Alberto Fujimori    | 1994     | 2000     |
|            | Nilda Jara     | Gobierno de Valentín Paniagua   | 2000     | 2001     |
|            | Eliane Karp    | Gobierno de Alejandro Toledo    | 2001     | 2006     |
|            | Pilar Nores    | Segundo gobierno de Alan García | 2006     | 2011     |
|            | Nadine Heredia | Gobierno de Ollanta Humala      | 2011     | 2016     |

- Mayo a noviembre de 2007 : Aurelio Silvera - Pte Comisión Transitorio
- Noviembre 2007 a febrero: 2008 Miky Medrano - Pte Comisión Transitoria
- Marzo a abril de 2008 : Juan Carlos Roman Torero - Pte Comisión Transitoria